# Vertrag von Paris (1229)
Der Vertrag von Paris aus dem Jahr 1229, auch Vertrag von Meaux-Paris genannt, beendete die Albigenserkriege, die im Wesentlichen zwischen dem König von Frankreich und dem Grafen von Toulouse geführt wurden. Er beendete auch die Autonomie Okzitaniens gegenüber dem Königreich Frankreich.

## Die Unterschrift
Der Vertrag wurde am 12. April 1229 von Blanka von Kastilien, Regentin Frankreichs für ihren unmündigen Sohn Ludwig IX., und Raimund VII. von Toulouse unterzeichnet. Letzterer befand sich in einer politisch äußerst unkomfortablen Situation und hatte keine andere Wahl, als die Vertragsbedingungen zu akzeptieren. Er begab sich als Pilger nach Paris, suchte auf den Stufen der Kathedrale Notre-Dame de Paris um Absolution nach, wo er sich nach seiner öffentlichen Reue geißelte und anschließend den Vertrag unterschrieb. Mit der Unterschrift befand er sich gegenüber König und Kirche wieder in einer gesetzeskonformen Lage, die er sich mit den äußerst harten Auflagen erkaufte, die in dem Schriftstück aufgeführt waren.

## Die Vertragsklauseln
Raimund VII., Graf von Toulouse, sah sich gezwungen, sich König Ludwig IX. zu unterwerfen. Darüber hinaus musste er fast die Hälfte seines Besitzes abtreten, vor allem die alten Vizegrafschaften Trencavels. Beaucaire und Carcassonne gingen an die Krone, die Markgrafschaft Provence (das spätere Comtat Venaissin) an den Papst. Die Grafschaft Toulouse verlor die Besitzungen in den heutigen Départements Gard, Hérault, Drôme, Vaucluse und Aude. Er behielt das Agenais, die Rouergue, den Norden des Albigeois und das untere Quercy, also die heutigen Départements Haute-Garonne, Lot-et-Garonne, Aveyron, Tarn und Tarn-et-Garonne.
Der Vertrag sah darüber hinaus die Eheschließung zwischen Johanna von Toulouse, der Erbtochter Raimunds, mit Alfons von Poitiers, einem der Brüder des Königs, vor, wodurch die Eingliederung des Restes der Grafschaft durch die französische Krone nur noch eine Frage der Zeit war.
Darüber hinaus musste Raimund, um jeglichen Widerstand von vornherein auszuschließen, die meisten Festungen schleifen lassen, darunter auch die von Toulouse. Schließlich sagte der Graf die Gründung der Universität Toulouse zu, um den Kampf gegen die Häresie zu unterstützen (die Entlohnung des Lehrkörpers für die nächsten zehn Jahre eingeschlossen), sowie einige Spenden an die Kirche.

## Konsequenzen des Vertrags

### Das Ende der okzitanischen Autonomie
Mit dem Vertrag wurde nicht nur die Hälfte der Grafschaft Toulouse abgetreten, der Rest ging durch die Eheschließung zwischen Johanna und Alfons an die Familie des Königs – und schließlich, mit dem kinderlosen Tod der beiden 1271, unmittelbar an die Krone. Darüber hinaus wurde eine Reihe von okzitanischen Rittern zugunsten königlicher Vasallen enteignet. Diese Ritter, die Chevaliers faydits genannt wurden, standen später auf der Seite der Katharer gegen den König und die Inquisition, die zwei Jahre nach dem Vertrag das Licht der Welt erblickte.
Die Markgrafschaft Provence blieb tatsächlich in Alfons’ Besitz bis zu dessen Tod, und auch danach zögerte der König noch bis 1274, bis er das Gebiet entsprechend den Bestimmungen des Vertrags der Kirche übergab.

### Die Verstärkung des Kampfes gegen die Katharer
Im April 1229 unterzeichnete Ludwig IX. ein Schriftstück, das die okzitanischen Vasallen, die sich ihm unterworfen hatten, dazu verpflichtete, sich im Kampf gegen die Katharer zu engagieren. Raimund VII. hatte nun keine andere Wahl mehr, als seine Kräfte dem König zu diesem Zweck zur Verfügung zu stellen. Von nun an waren die Häretiker gezwungen, sich auf Festungen am Nordhang der Pyrenäen zurückzuziehen.

### Niederlage oder Sieg?
Die Bestimmungen des Vertrages, die sehr hart ausfielen und die Hände des letzten Grafen aus dem Haus Saint-Gilles banden, können als eine einschneidende Niederlage angesehen werden. Dennoch stellt der Vertrag auch die Stellung des Grafen von Toulouse gegenüber Simon IV. de Montfort wieder her, die er 1216 eingebüßt hatte. Andererseits hat Raimund VII. niemals alle Vertragsbestimmungen auch erfüllt, was ihm in der Folge mehrere Exkommunikationen durch die Kirche eintrug – seine Position gegenüber den Katharern und dem König blieb zeit seines Lebens doppeldeutig.

## Das Pergament
Das Pergament mit dem lateinischen Vertragstext befindet sich in den Archiven des Musée de l’histoire de France; es ist – ohne Siegel – 52 × 75,5 cm groß.